# Kup Hrvatske u hokeju na travi za žene
Kup Hrvatske u hokeju na travi za žene se održava od sezone 1998./99. 

## Pobjednice kupa
| sezona      | pobjednice                 |
| ----------- | -------------------------- |
| 1998./99.   | Mladost (Zagreb)           |
| 1999./2000. | Zrinjevac (Zagreb)         |
| 2000./01.   | Zrinjevac (Zagreb)         |
| 2001./02.   | Zrinjevac (Zagreb)         |
| 2002./03.   | Zrinjevac (Zagreb)         |
| 2003./04.   | Zrinjevac (Zagreb)         |
| 2004./05.   | Zrinjevac (Zagreb)         |
| 2005./06.   | Zrinjevac (Zagreb)         |
| 2006./07.   | Zrinjevac (Zagreb)         |
| 2007./08.   | Zrinjevac (Zagreb)         |
| 2008./09.   | Zrinjevac (Zagreb)         |
| 2009./10.   | Zrinjevac (Zagreb)         |
| 2010./11.   | Zrinjevac (Zagreb)         |
| 2011./12.   | Zrinjevac (Zagreb)         |
| 2012./13.   | Zrinjevac (Zagreb)         |
| 2013./14.   | Zrinjevac (Zagreb)         |
| 2014./15.   | nije igrano                |
| 2015./16.   | Mladost (Zagreb)           |
| 2016./17.   | Mladost (Zagreb)           |
| 2017./18.   | Zelina (Sveti Ivan Zelina) |
| 2018./19.   | Mladost (Zagreb)           |
| 2019./20.   | Mladost (Zagreb)           |
| 2020./21.   | Zelina (Sveti Ivan Zelina) |

### Klubovi po uspješnosti
- 15 puta 
  - "Zrinjevac" - Zagreb
- 5 puta 
  - "Mladost" - Zagreb
- 2 puta  
  - "Zelina" - Sveti Ivan Zelina

## Unutrašnje poveznice
- Prvenstvo Hrvatske u hokeju na travi za žene
- Dvoranski Kup Hrvatske u hokeju za žene

## Vanjske poveznice
- hhs-chf.hr, Hrvatski hokejski savez
- hhs-chf.hr, Kup Hrvatske za seniore i seniorke